# Krzysztof Soszynski
Krzysztof Soszynski (* 2. August 1977 in Stalowa Wola, Polen) ist ein polnisch-kanadischer MMA-Kämpfer und Schauspieler.

## Leben
Soszynski wurde in Polen geboren, mit 10 Jahren zog er nach Kanada. Im Film Das Schwergewicht von 2012 spielt Soszynski einen Kämpfer der UFC (Ultimate Fighting Championship) mit dem Namen Ken Dietrich.